# Паладина
Паладина (итал. Paladina) је насеље у Италији у округу Бергамо, региону Ломбардија.
Према процени из 2011. у насељу је живело 3982 становника. Насеље се налази на надморској висини од 276 м.

## Становништво
Према резултатима пописа становништва 2011. у општини је живело 3.996 становника.
| 1931. | 1936. | 1951. | 1961. | 1971. | 1981. | 1991. | 2001. | 2011. |
| ----- | ----- | ----- | ----- | ----- | ----- | ----- | ----- | ----- |
| 2.131 | 2.116 | 2.562 | 2.815 | 3.049 | 3.120 | 3.122 | 3.319 | 3.996 |